# Simbolo di Pearson
Il simbolo di Pearson, o notazione di Pearson, è usato in cristallografia come mezzo per descrivere una struttura cristallina, e fu inventato da W. B. Pearson. Il simbolo è costituito da due lettere seguite da un numero. Per esempio:
- struttura del diamante, cF8
- struttura del rutilo, tP6.

Le due lettere (in corsivo) specificano il reticolo di Bravais. La lettera minuscola specifica la classe cristallina, e la lettera maiuscola il tipo di reticolo. La cifra dà il numero degli atomi nella cella unitaria. IUPAC (2005).
| a | triclino                |
| m | monoclino               |
| o | ortorombico             |
| t | tetragonale             |
| h | esagonale e romboedrico |
| c | cubico                  |

| S/A/B/C | Una faccia/lato centrata/o |
| F       | A facce centrate           |
| I       | A corpo centrato           |
| R       | Romboedrico                |
| P       | Primitivo                  |

I quattordici possibili reticoli di Bravais sono identificati dalle prime due lettere:
| Classe cristallina      | Simbolo del reticolo | Lettere del simbolo di Pearson |
| ----------------------- | -------------------- | ------------------------------ |
| Triclino                | P                    | aP                             |
| Monoclino               | P                    | mP                             |
|                         | C                    | mC                             |
| Ortorombico             | P                    | oP                             |
|                         | C                    | oC                             |
|                         | F                    | oF                             |
|                         | I                    | oI                             |
| Tetragonale             | P                    | tP                             |
|                         | I                    | tI                             |
| Esagonale (e trigonale) | P                    | hP                             |
| Romboedrico             | R                    | hR                             |
| Cubico                  | P                    | cP                             |
|                         | F                    | cF                             |
|                         | I                    | cI                             |

## Simbolo di Pearson e gruppo spaziale
Il simbolo di Pearson non identifica in maniera univoca il gruppo spaziale di una struttura cristallina. Per esempio, la struttura dell'NaCl (gruppo spaziale Fm3m) e del diamante (gruppo spaziale Fd3m) hanno lo stesso simbolo di Pearson: cF8.